# Marco Flores Luján
Marco Flores Luján (Lima, 29 de mayo de 1977) es un exfutbolista peruano. Jugaba de arquero y tiene 48 años. 

## Trayectoria
Jugó en el Club Alianza Lima durante dos años, ganando el título de liga con ellos en la celebración del centenario del club y ganó dos títulos con la Universidad San Martín de Porres, los primeros de su historia.

## Clubes
| Club                             | País | Año       |
| -------------------------------- | ---- | --------- |
| Bella Esperanza                  | Perú | 1996-1998 |
| Alianza Lima                     | Perú | 1999-2001 |
| Juan Aurich                      | Perú | 2002      |
| Estudiantes de Medicina          | Perú | 2003-2004 |
| Sporting Cristal                 | Perú | 2004      |
| Universidad San Martín de Porres | Perú | 2005-2009 |
| Sport Huancayo                   | Perú | 2010      |
| José Gálvez                      | Perú | 2011      |
| Universidad César Vallejo        | Perú | 2012      |
| Sport Boys                       | Perú | 2012      |
| Alfonso Ugarte (Puno)            | Perú | 2013      |
| Deportivo Coopsol                | Perú | 2014-2015 |

## Palmarés

### Campeonatos nacionales
| Título                    | Club                   | País | Año  |
| ------------------------- | ---------------------- | ---- | ---- |
| Primera División del Perú | Alianza Lima           | Perú | 2001 |
| Primera División del Perú | Universidad San Martín | Perú | 2007 |
| Primera División del Perú | Universidad San Martín | Perú | 2008 |
| Copa del Inca             | José Gálvez            | Perú | 2011 |
| Segunda División del Perú | José Gálvez            | Perú | 2011 |

### Distinciones individuales
| Distinción                                        | Año  |
| ------------------------------------------------- | ---- |
| Arquero menos batido de Segunda División del Perú | 2013 |
| Golero menos batido de Segunda División del Perú  | 2014 |